# 1,2,3,4-tetrafenylnaftaleen
1,2,3,4-tetrafenylnaftaleen is een polycyclische aromatische koolwaterstof met als brutoformule C34H24. De stof is het reactieproduct van tetrafenylcyclopentadienon en benzyn en wordt vaak bereid in universiteitslaboratoria om benzyn via de diels-alderreactie aan te tonen. 1,2,3,4-tetrafenylnaftaleen komt in twee kristallijne vormen voor.